# Stretavka
Stretavka és un poble i municipi d'Eslovàquia. Es troba a la regió de Košice, a l'est del país. La primera referència escrita de la vila data del 1266.

## Demografia
| Godina             | 1994 | 2004    | 2014   | 2024    |
| ------------------ | ---- | ------- | ------ | ------- |
| Nombre de persones | 205  | 183     | 192    | 157     |
| Diferència         |      | −10,73% | +4,91% | −18,22% |

| Godina             | 2023 | 2024   |
| ------------------ | ---- | ------ |
| Nombre de persones | 154  | 157    |
| Diferència         |      | +1,94% |